# Гиперрефлексия
Гиперрефлексия (новолат. hyperreflexia; др.-греч. ὑπερ- — сверх + рефлекс) — повышение сегментарных рефлексов вследствие ослабления тормозящих влияний коры головного мозга на сегментарный рефлекторный аппарат. Возникает, например, при поражении пирамидных путей.
Общие причины гиперрефлексии включают очаговые поражения головного мозга, цервикальную миелопатию и заболевание двигательных нейронов.
Повышение рефлексов указывает на усиление рефлекторной деятельности сегментарного аппарата (спинного мозга, мозгового ствола). Чаще всего причиной повышения рефлексов является поражение пирамидных путей — системы, через которую передаются тормозящие влияния коры головного мозга на рефлекторные сегментарные спинномозговые механизмы. Опять-таки симметричное повышение рефлексов при отсутствии других патологических симптомов не всегда говорит о наличии органического заболевания; высокие рефлексы могут быть и у здоровых лиц, могут наблюдаться у невротиков, при некоторых интоксикациях и т. д.
Наиболее важным нервно-мышечным заболеванием, связанным с гиперрефлексией, является боковой амиотрофический склероз (БАС) из-за дегенерации корковых мотонейронов.